# Марі П'єр Кеніг
Марі Жозеф П'єр Франсуа Кеніг (Marie-Pierre Kœnig; 10 жовтня 1898 — 2 вересня 1970) — французький воєначальник, маршал Франції (1984, посмертно), член Інституту (1951). У 1918 році вступив суб-лейтенантом в армію. У 1930-х роках служив в колоніальних військах в Марокко.

## Життєпис
Народився 10 жовтня 1898 року в місті Кан (Нормандія). Сім'я Кеніг походила з Ельзасу.
Після закінчення навчання в 1917 році служив в 36-му піхотному полку. У лютому 1918 року отримав звання прапорщика і виявився на фронті. 3 вересня 1918 року П'єр Кеніг був нагороджений військовою медаллю, а потім отримав звання молодшого лейтенанта.
Після Першої світової війни служив в Сілезії, в Альпах, в Німеччині, потім в 1930-х роках служив в колоніальних військах в Марокко, в штабі дивізії в Марракеші.
Коли почалася Друга світова війна, Кеніг повернувся до Франції. У 1940 році в званні капітана він брав участь в норвезькій кампанії 1940 року і в боях в Північній Франції. Евакуювався з британською армією з Дюнкерка до Великої Британії
У Лондоні Кеніг приєднався до генерала Шарля де Голля і на початку 1941 року отримав звання полковника. Кеніг був призначений начальником штабу в Першій дивізії Вільних французьких військ. У 1941 році він служив в Сирії і Лівані.
У 1941 році і під час свого візиту до Палестини, він ознайомився з зародженням у кібуцах єврейських збройних загонів і з тих пір залишався вірним другом єврейської держави.
У липні 1941 року Кеніг отримав звання бригадного генерала.
Генерал Кеніг командувач 1-ї вільної французької дивізією під час битви при Бір-Хакеймі (26 травня — 11 червень 1942 року). Його підрозділ, що складався з 3700 чоловік, зупинив просування п'яти дивізій і протягом 16 днів вів важкі бої з майже в десять разів більшими силами противника. 11 серпня 1942 року дивізії було наказано відступити. Генерал де Голль сказав Кенігу: «Слухайте і скажіть своїм військам: вся Франція дивиться на вас, ви наша гордість», Потім дивізія, якою командував П'єр Кеніг брала участь у другому бою при Ель-Аламейнi.
У 1944 році П'єр Кеніг командує об'єднаними військами, які визволяли Францію. У червні 1944 року отримав звання генерала армії і 21 серпня, незадовго до визволення Парижа. Був призначений військовим губернатором міста.
24 квітня 1945 року брав участь в ув'язнені маршала Петена на швейцарському кордоні і супроводив його в форт Монруж, де той був поміщений під варту.
З липня 1945 року по 21 серпня 1949 він виконував обов'язки головнокомандувача французькою окупаційною зоною в Німеччині.
У 1949—1950 роках генерал-інспектор французької армії в Північній Африці.
У 1950—1951 роках віце-президент вищої військової ради. У 1951 році обраний депутатом Національних зборів.
У червні — серпні 1954 року і лютому — жовтні 1955 року міністр національної оборони і збройних сил.
Помер 2 вересня 1970 року в Нейї-сюр-Сен.